# Buhe (Politiker)
Buhe (Alternativname: Bu He, Yun Shuguang; chinesisch 布赫; * März 1926 in Linkes Tumed-Banner, Innere Mongolei; † 5. Mai 2017 in Peking) war ein chinesischer Schriftsteller und Politiker der Kommunistischen Partei Chinas (KPCh), der unter anderem von 1982 bis 1993 Vorsitzender der Volksregierung der Autonomen Region Innere Mongolei war. Er war außerdem zwischen 1993 und 2003 Vize-Vorsitzender des Ständigen Ausschusses des Nationalen Volkskongresses sowie von 1993 bis 1998 Vize-Vorsitzender des Ständigen Ausschusses des Nationalkomitees der Politischen Konsultativkonferenz des chinesischen Volkes (PKKCV).

## Leben
Buhe, der mongolischer Volkszugehörigkeit war und ältester Sohn des früheren Vizepräsidenten der Volksrepublik China, besuchte zwischen 1939 und 1946 das Northern Shaanxi College sowie zuletzt das Nationalities College in Yan’an. 1942 trat er als Sechzehnjähriger als Mitglied der Kommunistischen Partei Chinas (KPCh) bei und engagierte sich in künstlerischen und literarischen Leben der Inneren Mongolei. Nach Abschluss seines Studiums war er zwischen 1946 und 1954 Direktor der Kulturtruppe der Inneren Mongolei sowie zugleich Sekretär des Parteikomitees dieser Truppe. Im Anschluss fungierte er zwanzig Jahre lang von 1954 bis 1974 als stellvertretender Leiter des Kulturamtes der Autonomen Region Innere Mongolei und war zudem zwischen 1954 und 1974 auch Sekretär des Parteikomitees dieses Amtes. Daraufhin war er von 1974 bis 1978 Sekretär des Parteikomitees der bezirksfreien Stadt Baotou. Zugleich engagierte er sich in jener Zeit auch als Vorsitzender der Föderation für literarische und künstlerische Zirkel der Autonomen Region sowie als Generalsekretär der Chinesisch-Sowjetischen Freundschaftsgesellschaft in der Inneren Mongolei. Anschließend bekleidete er von 1978 bis 1981 den Posten als Leiter der Abteilung Öffentlichkeitsarbeit des Parteikomitees der Autonomen Region Innere Mongolei und war zudem Mitglied des Ständigen Ausschusses dieses Parteikomitees.
Im Dezember 1982 übernahm Buhe als Nachfolger von Kong Fei den Posten als Vorsitzender der Volksregierung der Autonomen Region Innere Mongolei und bekleidete diesen bis März 1993, woraufhin Uliji seine Nachfolge antrat. Er fungierte zugleich zwischen 1982 und 1993 als Bürgermeister von Hohhot, der Hauptstadt des Autonomen Gebietes Innere Mongolei, und war zugleich in Personalunion Sekretär des Parteikomitees dieser Stadt. Zugleich war er Vize-Vorsitzender der Staatlichen Kommission für ethnische Angelegenheiten im Staatsrat der Volksrepublik China sowie stellvertretender Sekretär des Parteikomitees der Inneren Mongolei. Auf dem XII. Parteitag 1983 wurde er zum ersten Mal Mitglied des Zentralkomitees der Kommunistischen Partei Chinas (ZK der KPCh) und gehörte diesem Gremium nach seiner Bestätigung auf dem darauf folgenden Parteitag 1987 bis zum Beginn des XIV. Parteitages 1992 an.
1988 wurde er ferner Deputierter des Nationalen Volkskongresses, dem er nach seinen Wiederwahlen 1993 und 1998 in der siebten, achten und neunten Legislaturperiode angehörte. Er war außerdem auf dem XIV. sowie auf XV. Parteitag der KPCh Delegierter. 1993 wurde er Vize-Vorsitzender des Ständigen Ausschusses des Nationalen Volkskongresses, ein Komitee mit etwa 150 Mitgliedern des Nationalen Volkskongresses, welcher zwischen Plenartreffen des Nationalen Volkskongresses einberufen wird und gemäß der Verfassung der Volksrepublik China Gesetzgebungen innerhalb einer vom Volkskongress gestellten Frist bearbeitet, womit er de facto das Parlament der Volksrepublik ist. Diese Funktion bekleidete er in der achten und neunten Legislaturperiode bis 2003. Darüber hinaus war er zwischen 1993 und 1998 auch noch in der achten Legislaturperiode Vize-Vorsitzender des Ständigen Ausschusses des Nationalkomitees der Politischen Konsultativkonferenz des chinesischen Volkes (PKKCV), ein beratendes Gremium im Staatsapparat der Volksrepublik China, das sowohl aus Mitgliedern der KPCh wie aus Nichtparteimitgliedern oder Mitgliedern anderer Parteien, den sogenannten „Acht Demokratischen Parteien und Gruppen“, besteht.

## Veröffentlichungen
Buhe war schließlich selbst ebenfalls als Schriftsteller tätig und verfasste neben Gedichten auch Essays über Literatur und Kunst. Er engagierte sich zudem als Mitglied des Beirates der Föderation für literarische und künstlerische Zirkel, als Mitglied des Chinesischen Schriftstellerverbandes und des Chinesischen Theaterverbandes sowie als Berater der Chinesischen Dichtergesellschaft. Zu seinen Veröffentlichungen gehören:
- Nei Menggu xin wen hua zai qian jin, 1984
- Uruġsilaju bayiġ-a Ȯbȯr Mongġol-un sin-e soyul, 1986
- Buhe shi wen ji, 1987
- Buhe wen yi lun wen ji, 1987
- Makesi zhu yi min zu li lun yu dang di min zu zheng ce, 1987
- Nei Menggu da ci dian, 1991
- Mao Zedong jie jue min zu wen ti di wei da gong xian, 1993